# Lewinsohnia magna
Lewinsohnia magna är en tvåvingeart som beskrevs av Allen L.Norrbom och Prado 2006. Lewinsohnia magna ingår i släktet Lewinsohnia och familjen borrflugor. Inga underarter finns listade i Catalogue of Life.